# Georges Maton
Georges Maton (Lille, 27 de noviembre de 1913-Le Perreux-sur-Marne, 25 de noviembre de 1993) fue un deportista francés que compitió en ciclismo en la modalidad de pista. Participó en los Juegos Olímpicos de Berlín 1936, obteniendo una medalla de bronce en la prueba de tándem.

## Medallero internacional
| Juegos Olímpicos | Juegos Olímpicos  | Juegos Olímpicos  | Juegos Olímpicos |
| Año              | Lugar             | Medalla           | Competición      |
| ---------------- | ----------------- | ----------------- | ---------------- |
| 1936             | Berlín (Alemania) | Medalla de bronce | Tándem           |